# 釋性澄
釋性澄（1265年－1342年8月2日），字湛堂，號越溪，紹興會稽人，俗姓孫，父親孫滿，母親姜氏，元朝杭州上天竺寺沙門，通達經律論的三藏法師。。

## 生平
湛堂法師的母親姜氏在懷孕期間，夢到有日輪從空而降，光芒照射在她的榻上，經歷這個異相後生下湛堂法師。法師年十三歲，元至元十四年（1277年），投佛果寺石門殊律師出家，隔年受具足戒，以持誦《法華經》做為日常功課。於至元二十二年（1285年），親近佛鑑銛法師學習天臺宗教義，後參學於弘公道夫，靜公仁叟、雲夢允澤、膽巴上師、哈尊上師等諸尊大德，研學顯、密教法。
石門律師死後，參謁南天竺普福寺的雲夢允澤，為其所為器重，委以重要僧職，並授予法嗣傳承。
元英宗至治二年（1322年），應召進京，英宗於明仁殿接見湛堂法師，降旨於青塔寺校正經律論三藏，後再受命校正《無量壽經》，校正完畢後，受朝庭賜金襴袈裟，賜號「佛法大師」，後不久南歸。
湛堂法師前後住過杭州南天竺演福寺、東天竺興源寺、上天竺寺，接引徒眾，弘宣天臺教法。晚年一心專修淨土，修「一心三觀」。七天七夜，晨夕不懈，實修感應證境現前。
至正二年八月一日（1342年），佛海大師向大眾僧告假辭世，說：「一十二年幾在半途矣，今日則有，明日恐無，光陰其可把玩乎！」大眾師便為他念佛助念，他讓大家停下來，說：「佛須自念，明晨却送別。」可知法師對自己的生死已有把握。隔日黎明時分，召集大眾，遂在大眾面前坐化圓寂，世壽七十八歲，僧臘六十四歲。佛海大師坐化七天面貌如生，後將其肉身法體供奉於清泰塔院

## 著作
- 《阿彌陀經句解》[4]
- 《金剛集註》
- 《消災經註》
- 《心經註》
- 《如意輪咒經科》
- 《仁王經科》

## 法嗣

### 師長
- 弘公道夫
- 靜公仁叟
- 雲夢允澤
- 膽巴上師
- 哈尊上師

### 弟子
- 我菴本無
- 天岸弘濟
- 絕宗善繼

## 外部連結
1. 湛堂法师（性澄）《释氏稽古略续集》[永久]